# Welrè Olivier
Welrè Olivier (* 4. November 2002) ist ein neuseeländischer Leichtathlet, der sich auf den Dreisprung spezialisiert hat. Auch sein jüngerer Bruder Ethan Olivier ist als Dreispringer aktiv.

## Sportliche Laufbahn
Welrè Olivier wuchs in Vereeniging in Südafrika auf und studierte ab 2020 an der University of Northern Colorado in den Vereinigten Staaten. Erste internationale Erfahrungen sammelte er im Jahr 2024, als er bei den Ozeanienmeisterschaften in Suva mit einer Weite von 16,17 m die Silbermedaille hinter dem Australier Aiden Hinson gewann. 